# Acianthera mantiquyrana
Acianthera mantiquyrana é uma pequena espécie de orquídea (Orchidaceae) originária da Argentina e do Brasil onde existe em Minas Gerais e Rio Grande do Sul, ainda subordinada ao gênero Pleurothallis no entanto publicações de 2012 demonstram trata-se de uma Acianthera. Trata-se de planta de folhas cilíndricas, acuminadas, eretas, com inflorescência ereta com cerca de cinco flores grandes amareladas. A despeito de Kew ainda não considerar a Pleurothallis rhabdosepala seu sinônimo, seu holótipo mostra claramente tratar-se da mesma planta de modo que vem aqui como sinônimo. Também a descrição da Pleurothallis subulifolia encaixa perfeitamente nesta espécie.

## Publicação e sinônimos
- Acianthera mantiquyrana (Barb.Rodr.) ined.

Sinônimos homotípicos:
- Pleurothallis mantiquyrana Barb.Rodr., Gen. Spec. Orchid. 2: 14 (1881).
- Pleurobotryum mantiquyranum (Barb.Rodr.) Hoehne, Bol. Mus. Nac. Rio de Janeiro 12(2): 28 (1936).

Sinônimos heterotípicos:
- Pleurothallis rhabdosepala Schltr., Notizbl. Bot. Gart. Berlin-Dahlem 7: 276 (1918).
- Pleurobotryum rhabdosepalum (Schltr.) Hoehne, Bol. Mus. Nac. Rio de Janeiro 12(2): 28 (1936).
- Pleurothallis subulifolia Kraenzl., Orchis 2: 91 (1908).
- Pleurobotryum subulifolium (Kraenzl.) Pabst, Orchid. Bras. 1: 166 (1975).